# Fausto Pinto
Fausto Pinto (* 8. August 1983 in Culiacán, Sinaloa) ist ein mexikanischer Fußballspieler auf der Position des Verteidigers.

## Leben

### Verein
Pinto begann seine Profikarriere in der Saison 2001/02 beim CF Pachuca, bei dem er bis zum Ende des Jahres 2008 unter Vertrag stand. In dieser Zeit gewann er mit den Tuzos vier Meistertitel, dreimal den CONCACAF Champions’ Cup sowie einmal die Copa Sudamericana. Seit Anfang 2009 steht er bei Cruz Azul unter Vertrag.

### Nationalmannschaft
Zwischen 2007 und 2010 absolvierte Pinto insgesamt 25 Länderspieleinsätze. Sein Debüt im Dress der mexikanischen Nationalmannschaft feierte er am 27. Juni 2007 beim 2:0-Sieg gegen Brasilien im Rahmen der Copa América. Sein bisher letztes Länderspiel war die am 11. August 2010 ausgetragene Begegnung mit Spanien, die 1:1 endete. Sein größter Erfolg mit der Nationalmannschaft war der Gewinn des CONCACAF Gold Cup 2009, der durch einen 5:0-Finalsieg gegen den Gastgeber USA besiegelt wurde.

## Erfolge

### Verein
- Mexikanischer Meister: Inv 2001, Ape 2003, Cla 2006, Cla 2007
- CONCACAF Champions’ Cup: 2002, 2007, 2008
- Copa Sudamericana: 2006

### Nationalmannschaft
- CONCACAF Gold Cup: 2009